# Манкусо, Джулия
Джу́лия Манку́со (англ. Julia Mancuso, род. 9 марта 1984 года в Рино, штат Невада, США) — американская горнолыжница, олимпийская чемпионка 2006 года в гигантском слаломе, двукратный серебряный призёр Олимпиады-2010 в скоростном спуске и суперкомбинации, обладательница пяти медалей чемпионатов мира.

## Биография
Джулия впервые выиграла этап Кубка мира уже после того, как стала олимпийской чемпионкой, при этом в гигантском слаломе, который она выиграла на Играх 2006 года в Турине, она не побеждала в Кубке мира ни разу. Всего за карьеру более 30 раз поднималась на призовой подиум на этапах Кубка мира, выиграв 7 раз.
За карьеру участвовала в семи подряд чемпионатах мира (2003—2015), на которых завоевала два серебра и три бронзы.
Завершила карьеру в январе 2018 года.
Джулия выросла на берегу озера Тахо, у неё есть 2 сестры: старшая Эйприл и младшая Сара. 
Отец Джулии Чиро Манкусо (род. 1949), сын итальянских иммигрантов, был одним из крупнейших наркодилеров в истории США, организовавшим наркокартель по производству и продаже марихуаны и кокаина. В 1995 году Чиро был осуждён на 9 лет тюрьмы (его срок был существенно сокращён из-за его активного сотрудничеством со следствием), однако ему позволили сохранить несколько миллионов долларов и землю, заработанные в наркобизнесе. После выхода из тюрьмы Чиро поддерживает хорошие отношения с Джулией и даже помогает в её горнолыжной карьере.
Джулия 4 года встречалась с норвежским горнолыжником Акселем Лундом Свиндалем, пара рассталась в 2013 году. В 2015 году вышла замуж за американского сёрфера Дилана Фиша. 11 июля 2019 года у пары родился сын Сонни Фиш Манкусо (англ. Sonny Fish Mancuso). 20 августа 2021 года у пары родился второй сын Броди Манкусо Фиш (англ. Brody Mancuso Fish).

## Результаты на крупнейших соревнованиях

### Зимние Олимпийские игры
| Олимпийские игры    | Скоростной спуск | Супергигант | Гигантский слалом | Слалом | Супер- комбинация |
| ------------------- | ---------------- | ----------- | ----------------- | ------ | ----------------- |
| 2002 Солт-Лейк-Сити | —                | —           | —                 | —      | 13                |
| 2006 Турин          | 7                | 11          | 1                 | —      | 9                 |
| 2010 Ванкувер       | 2                | 9           | 8                 | —      | 2                 |
| 2014 Сочи           | 8                | 8           | DNF1              | —      | 3                 |

### Чемпионаты мира
| Чемпионат мира           | Скоростной спуск | Супергигант | Гигантский слалом | Слалом | Супер- комбинация | Команды |
| ------------------------ | ---------------- | ----------- | ----------------- | ------ | ----------------- | ------- |
| 2003 Санкт-Мориц         | —                | 21          | —                 | DNF    | 7                 | —       |
| 2005 Бормио              | —                | 3           | 3                 | 8      | 9                 | 4       |
| 2007 Оре                 | 10               | 6           | 5                 | —      | 2                 | —       |
| 2009 Валь-д’Изер         | —                | DNF         | 18                | —      | DNF               | —       |
| 2011 Гармиш-Партенкирхен | 6                | 2           | 16                | DNF    | 7                 | 5       |
| 2013 Шладминг            | 5                | 3           | 22                | —      | 8                 | —       |
| 2015 Вейл/Бивер-Крик     | 16               | 9           | 26                | —      | 15                | 5       |

### Победы на этапах Кубка мира (7)
| № | Сезон   | Дата        | Место               | Дисциплина           |
| - | ------- | ----------- | ------------------- | -------------------- |
| 1 | 2006/07 | 19 дек 2006 | Валь-д’Изер         | Скоростной спуск     |
| 2 | 2006/07 | 14 янв 2007 | Альтенмаркт         | Суперкомбинация      |
| 3 | 2006/07 | 19 янв 2007 | Кортина-д’Ампеццо   | Супергигант          |
| 4 | 2006/07 | 3 мар 2007  | Тарвизио            | Скоростной спуск (2) |
| 5 | 2010/11 | 16 мар 2011 | Ленцерхайде         | Скоростной спуск (3) |
| 6 | 2011/12 | 5 фев 2012  | Гармиш-Партенкирхен | Супергигант (2)      |
| 7 | 2011/12 | 21 фев 2012 | Москва              | Параллельный слалом  |